# Монастырское урочище
Монастырское урочище — остатки земляных укреплений в Области Войска Донского, Черкасского округа (ныне Ростовская область), на правом берегу реки Дона.

## История
В Монастырском урочище находился укреплённый казацкий город Монастырский или Нижний Яр (в некоторых актах — просто Нижний). Первое упоминание о нём датируется 1593 годом. С 1620 по 1637 год здесь был административный центр донцов, перешедший сюда из соседнего городка Ебок, и перенесённый позже в Азов.
В Монастырском собирались казацкие Круги, тут принимали послов царя. Тут же находилась и часовня, где проводили службы иеромонахи, прибывавшие в город по просьбе казаков (до середины XVII века своих священников донские казаки не имели). По одной из версий, отсюда и пошёл топоним Монастырский.
Тут, на Кругу, 21 апреля 1637 года, было принято решение напасть на Азов, а 18 июня оборона пала, и казаки удерживали Азов четыре года (Азовское осадное сидение).
Ответной атакой турок в 1643 году городок был разрушен, а большая часть населения убита. С тех времён там никто не жил. В 1696 году по приказу Петра I на месте Монастырского городка было построено укрепление-транжемент, просуществовавший до появления Аннинской крепости. Место, где располагался городок и казацкая братская могила, остались на Дону до настоящего времени местом особо почитаемым.
В 1867 году на могиле построена мемориальная часовня «В честь и вечную славу Донских казаков — покорителей и крепкодержателей Азова».
Приблизительно с 1646 года ежегодно, в субботу перед Великим постом, казаки проделывали крёстный ход на Монастырское урочище и на могилах воинов проводили панихиду. А позже крёстные ходы собирались на Монастырское урочище из Аксая, Ольгинской и прочих близлежащих станиц и хуторов. Последний крёстный ход прошёл в 1919 году.
После гражданской войны на урочище в 1932 году перенесли останки более 200 её участников, в частности красноармейцев 12-й стрелковой дивизии Первой Конной армии, погибших в начале января 1920 года в станице Старочеркасской. После Великой Отечественной войны там был поставлен памятник экипажу канонерской лодки «Ростов-Дон», погибшему осенью 1941 года во время обороны Таганрога, братская могила 11 моряков-краснофлотцев находится там же.
9 мая 1974 года в Монастырском урочище с торжествами был открыт Мемориальный комплекс, а на высокой стеле на берегу Дона выбиты три даты: 1641, 1920, 1941.
Мемориальная часовня, возведённая в 1867 году, до настоящего времени не сбереглась, но в 2005 году реставрированную часовню-памятник освятил архиепископ Ростовский и Новочеркасский Пантелеймон.